# Instituto Max Planck para la Investigación del Carbón
El Instituto Max Planck para la Investigación del Carbón (en alemán: Max-Planck-Institut für Kohlenforschung, MPI KoFo) es un instituto de Mülheim an der Ruhr (Alemania) especializado en la investigación química de la catálisisy uno de los 86 institutos de la Sociedad Max Planck (Max-Planck-Gesellschaft). Fue fundado en 1912 en Mülheim an der Ruhr como Instituto Kaiser Wilhelm de Investigación del Carbón (Kaiser-Wilhelm-Institut für Kohlenforschung) para estudiar la química y los usos del carbón, y se convirtió en Instituto Max Planck independiente en 1949.

## Investigación
El Instituto realiza investigación básica en química orgánica y organometálica, en catálisis homogénea y heterogénea, así como en química teórica. El objetivo principal es desarrollar nuevos métodos para la preparación selectiva y respetuosa con el medio ambiente de nuevos compuestos y materiales.
El MPI KoFo ha estado a la vanguardia de la investigación en química desde su creación. Una de ellas es el desarrollo del proceso Fischer-Tropsch gracias a los esfuerzos de Franz Fischer y Hans Tropsch en 1925, cuando el instituto aún estaba organizado como Kaiser-Wilhelm-Institut für Kohlenforschung. El Premio Nobel Karl Ziegler también trabajó en el instituto junto con su antiguo alumno Hans-Georg Gellert para descubrir la reacción de aufbau (Aufbaureaktion) o reacción de crecimiento entre compuestos alquilo-aluminio. 

## Departamentos de investigación

### Síntesis orgánica
La investigación en el Departamento de Síntesis Orgánica, dirigido por Tobias Ritter, se centra en el desarrollo de la síntesis orgánica y la química de reacciones novedosas. Su objetivo es descubrir la estructura molecular y la reactividad que pueden contribuir a soluciones interdisciplinarias para los retos de la ciencia. 

### Catálisis homogénea
El Departamento de Catálisis Homogénea, dirigido por el Premio Nobel Benjamin List, se centra en el desarrollo de nuevos conceptos de catálisis dentro de las áreas de organocatálisis, catálisis de metales de transición y, en cierta medida, biocatálisis. Desde 1999, el grupo se centra en la organocatálisis enantioselectiva como enfoque fundamental que complementa la biocatálisis y la catálisis de metales de transición. Tienen un profundo interés en desarrollar «nuevas reacciones», diseñar e identificar nuevos principios para el desarrollo de organocatalizadores, ampliar el alcance de catalizadores ya desarrollados como la prolina, utilizar la organocatálisis en la síntesis de productos naturales y farmacéuticos, y también investigar el mecanismo por el que los organocatalizadores activan sus sustratos. Además, en 2005 el departamento conceptualizó por primera vez otro enfoque de la catálisis asimétrica, a saber, la catálisis asimétrica dirigida por contraaniones (ACDC). Esta idea no sólo ha progresado dentro del departamento, sino también en otras instituciones de todo el mundo, convirtiéndose en una estrategia general para la síntesis asimétrica aplicada en organocatálisis, así como en catálisis de metales de transición y catálisis de ácidos de Lewis.

### Catálisis heterogénea
El Departamento de Catálisis Heterogénea, dirigido por Ferdi Schüth, se centra en la síntesis y caracterización de materiales inorgánicos con un enfoque de aplicación en catálisis heterogénea. Especialmente importantes son los materiales de alta superficie con porosidad controlada y los catalizadores nanoestructurados. Las reacciones estudiadas incluyen reacciones modelo, como la oxidación del monóxido de carbono, y conversiones energéticas relevantes, como la activación del metano, la conversión de biomasa, la descomposición del amoníaco y el almacenamiento catalizado de hidrógeno. Esta investigación se apoya en estudios sobre los procesos fundamentales que rigen la formación de sólidos. 

### Química organometálica
El Departamento de Química Organometálica, dirigido por Alois Fürstner, se centra en el desarrollo y la comprensión de reactivos y catalizadores organometálicos, así como en su aplicación a la síntesis de dianas estructuralmente complejas de importancia biológica. Se presta especial atención al desarrollo y validación de métodos catalíticos para la formación de enlaces carbono-carbono. Los proyectos a largo plazo de interés actual se refieren a la metátesis de alquenos y alquinos, el desarrollo y uso de pi-ácidos (platino, oro, etc.), la catálisis del hierro y el acoplamiento cruzado en general. Además, el grupo trabaja en el desarrollo de nuevos ligandos donantes, incluidos carbenos y compuestos que contienen átomos de carbono formalmente «cerovalentes». Todos los métodos se analizan mediante aplicaciones a la síntesis total y la «síntesis total desviada» de productos naturales y compuestos farmacéuticamente activos.

### Química teórica
El Departamento de Teoría Molecular y Espectroscopia, dirigido por Frank Neese, se centra en desarrollos teóricos que amplían el alcance de la metodología computacional, especialmente para moléculas grandes, y aplica métodos teóricos para estudiar problemas químicos específicos, la mayoría de las veces en estrecha colaboración con socios experimentales. Las actividades del grupo cubren un amplio espectro metodológico como métodos ab initio, teoría funcional de la densidad, métodos semiempíricos y métodos combinados mecánico cuántico / mecánico molecular. 